# Stormen vaknar
Stormen vaknar är del 10 i Robert Jordans fantasyserie Sagan om Drakens Återkomst (Wheel of Time). På engelska: The Fires of Heaven och den kom ut 1998. Den är översatt av Jan Risheden.
| Föregående bok: Klanernas uppbrott | Sagan om Drakens Återkomst | Nästa bok: Fursten av Kaos |